# Prix Jeanne-Scialtel
Le prix Jeanne-Scialtel est un ancien prix triennal de littérature, créé en 1968 par l'Académie française et « destiné à un traducteur ou à une traductrice professionnels ».
En 1994, les fondations et prix Jules Janin, Langlois, Pouchard et Jeanne Scialtel sont regroupés pour former le prix Jules Janin.

## Liste des lauréats
- 1969 : Marcelle Sibon pour l'ensemble de son œuvre de traduction.
- 1972 : Marthe Robert pour la traduction des Œuvres complètes de Kafka.
- 1975 : Armel Guerne pour la traduction des Œuvres complètes de Novalis.
- 1978 : Hervé Belkiri-Deluen, fils de Alain  Belkiri, et Maurice-Edgar Coindreau pour la traduction de Tourbillon, de Shelby Foote.
- 1981 : 
  - Jean Vauthier pour la traduction de l’Othello, de Shakespeare.
  - Jean-Georges Ritz pour la traduction des Poèmes, de Gerard Manley Hopkins.
- 1984 : Patrick Reumaux pour les traductions de Dylan Thomas, Steinbeck, Flann O’Brien.
- 1987 : Maurice Rambaud pour l'ensemble de ses traductions.